# Берингер фон Попенбург
Берингер фон Попенбург (на немски: Beringer von Poppenburg; * пр. 1132; † ок. 10 февруари 1182) е граф на Попенбург в Долна Саксония.

## Произход
Графовете на Попенбург са споменати за пръв път в документ през 890 г. в Швабия. Берингер фон Попенбург е син на граф Алберт фон Попенбург (* 1103), и внук на Конрад фон Попенбург (1068/1069) и правнук на граф Фридрих фон Попенбург. Резиденцията е замък Попенбург на брега на Лайне в днешен Бургщемен, част от Нордщемен.
Берингер става граф на Попенбург през 1095 г. Неговият внук граф Бернхард I фон Попенбург († 1244, син на Алберт I) строи ок. 1200 г. замък Шпигелберг при Лауенщайн и се нарича граф фон Попенбург и Шпигелберг, от 1217 г. граф Бернхард фон Шпигелберг.

## Фамилия
Берингер фон Попенбург се жени ок. 1161 г. за фон Васел († сл. 1169), сестра на Херман фон Депенау, епископ на Хилдесхайм (1162 – 1170), дъщеря на граф Бернхард I фон Депенау и Васел († сл. 1133). Те имат децата:
- Алберт I, граф фон Попенбург (* 1155; † 14 септември 1191 в Акра, в Северен Израел), женен за фон Олденбург († сл. 1185), дъщеря на граф Кристиан I фон Олденбург († 1167)
- Бернхард, граф фон Попенбург († 11 юни 1181), женен за фон Мекленбург († 1182), дъщеря на Прибислав II, княз на племето ободрити и господар на Мекленбург († 1178)
- Конрад, граф фон Попенбург († 21 май 1198)
- Берингер фон Попенбург († ок. 25 декември 1181)
- Йохан фон Попенбург († сл. 22 ноември 1191), домхер в Хилдесхайм